# قمیش (موسیقی)

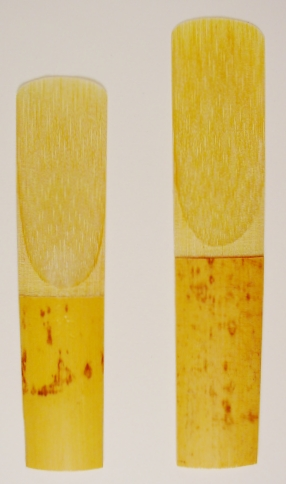
قمیش‌های ساکسوفون تنور و ساکسوفون آلتو

قمیش یا زبانه قطعه‌ای که در بعضی از سازهای بادی مانند سرنا، کَرنا، ابوا، فاگوت، کلارینت و ساکسوفون بکار می‌رود و آلت اصلی تولید صدا در این‌گونه سازها است. در سرنا قمیش از دو تیغه متکی به هم تشکیل شده و انتهای آن دو در حلقه‌ای مسطح محصور شده‌است.
این قطعه از ساقهٔ گیاه قمیش یا مواد مصنوعی ساخته می‌شود و زبانه سازهای قابل کوک نیز فلزی است.

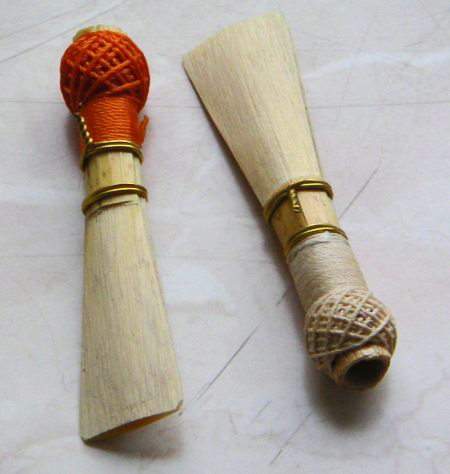
قمیش‌های دوتیغه فاگوت